# Bernardo Ruggero di Foix
Bernardo Ruggero di Foix (980 circa – 1037 circa) è stato un nobile francese, conte di Carcassonne e di Couserans vissuto nell'XI secolo, dal 1011 circa, Conte di Foix, dal 1012 e conte consorte di Bigorre, dal 1025 circa e poi conte effettivo di Bigorre, dal 1032 circa, fino alla sua morte.

## Origine

Blasone dei conti di Couserans

Era il secondo figlio maschio del conte di Carcassonne e di Couserans, Ruggero I (930/40- dopo Aprile 1011) e di Adele di Pons († dopo Aprile 1011), come ci viene confermato dal documento n° 134 delle Preuves de l'Histoire Générale de Languedoc, Tome V inerente ad una donazione in cui viene citato coi genitori.
Ruggero I di Carcassonne era figlio di Arnaldo di Comminges, Conte di Comminges e di Couserans e della moglie Arsinda di Carcassonne, mentre Adelaide di Pons, lo storico Thierry Stasser la identificata con Adelaide di Melgueil (953-ca. 1011) figlia di Bernardo Conte di Melgueil e della moglie Sénégonde di Rouergue o Adelaide di Rouergue (949-dopo il 1011), figlia di Baldovino di Pons e di una contessa di Rouergue.

## Biografia
Tra il 981 ed il 1011, Bernardo Ruggero, viene citato in diversi documenti delle Preuves de l'Histoire Générale de Languedoc, Tome V:
- il n° 134, dell'agosto 981, una donazione assieme ai genitori ed al fratello, Raimondo[1],

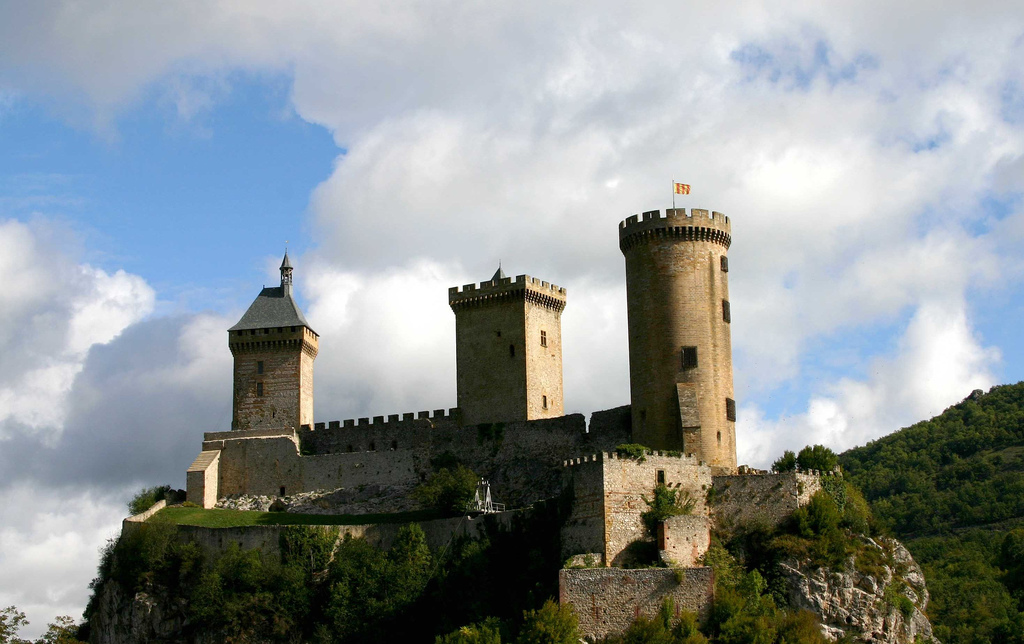
Il castello di Foix

- il n° 137, del 1º novembre 984, una donazione assieme ai genitori ed al fratello, Raimondo[8],
- il n° 160, dell'agosto 1101, ancora una donazione assieme ai genitori ed al fratello, Raimondo[9]
- il n° 170, dell'aprile 1111, dove controfirma una donazione dei genitori in suffragio del fratello, Raimondo[10].

Suo padre Ruggero, nel 1002, aveva fatto testamento e a Bernardo Ruggero aveva lasciato la contea di Couserans (comitatu de Cosoragno), come ci viene confermato dal documento n° XXXV de la Histoire du Comté et de la Vicomté de Carcassonne; ma, alla morte del padre, avvenuta intorno al 1011, secondo la Histoire du Comté et de la Vicomté de Carcassonne Bernardo, dato che il fratello primogenito, Raimondo, era già morto, in ottemperanza alla volontà testamentaria del padre, che desiderava che le proprietà rimanessero nell'ambito della famiglia, ereditò entrambe le contee di Carcassonne (solo una parte della contea di Carcassonne passò ai figli di Raimondo) e di Couserans e le valli del fiume Ariège coagulando i primi territori che daranno origine al titolo di conte di Foix, di cui Bernardo Ruggero fu il primo conte, come confermano le Chroniques romanes des comtes de Foix.
Verso il 1025, alla morte del padre, Garcia Arnaud, la moglie, Gersenda di Bigorre, ereditò la contea di Bigorre e Bernardo Ruggero divenne conte consorte di Bigorre e quando la moglie morì, verso il 1032, divenne titolare della contea, mettendo così insieme i territori della contea di Foix, di cui viene considerato il primo conte.
Fece ampliare il primo nucleo del castello di Foix, già citato nel testamento del padre, che eresse a capitale dei suoi domini. A Foix fece erigere anche un monastero in cui venne sepolto quando morì.
Secondo La Vasconie. Tables Généalogiques, verso il 1034, la moglie, la contessa Garsenda di Bigorre morì prima di Bernardo Ruggero che le succedette nella contea di Bigorre.
Ancora secondo La Vasconie. Tables Généalogiques, Bernardo Ruggero di Foix, nel 1037 era ancora vivo come confermato da alcuni documenti.
La morte di Bernardo Ruggero avvenne alla fine del 1037 o all'inizio del 1038.

Alla sua morte i tre figli maschi maggiori ereditarono rispettivamente:
- Bernardo, il primogenito, la contea di Bigorre[18]
- Ruggero, il secondogenito la contea di Foix e parte di quella di Carcassonne[18]
- Pietro Bernardo, il terzogenito la contea di Couserans[18].

## Matrimonio e discendenza
Intorno al 1010, Bernardo Ruggero aveva sposato Garsenda di Bigorre, l'erede della contea di Bigorre, figlia del conte di Bigorre, Garcia Arnaud e della moglie, Riccarda.
Bernardo e Gersenda diedero origine alla dinastia dei conti di Foix-Carcassone i cui discendenti sarebbero saliti sul trono di Navarra.
Bernardo Ruggero da Gersenda ebbe sei figli:
- Bernardo[18] ( † 1077), conte di Bigorre[22]
- Ruggero[18] ( † 1064), conte di Foix e di Carcassonne[23]
- Pietro Bernardo[18] ( † 1071), conte di Foix e Couserans, come ci conferma il documento n° 291 delle Preuves de l'Histoire Générale de Languedoc, Tome V[24]
- Eraclito ( † 1065 circa), vescovo di Bigorre, dal 1037, come conferma La Vasconie. Tables Généalogiques[25]
- Gilberga[1] (ca. 1015-1049, Gilberga di Foix, dopo il matrimonio, divenuta regina d'Aragona, si fece chiamare, Ermesinda[26]), regina consorte d'Aragona tramite matrimonio con il re Ramiro I di Aragona[27]
- Stefania ( † dopo il 1066), regina consorte di Navarra tramite matrimonio con il re García III Sánchez di Navarra, come ci conferma la Genealogia dei conti di Carcassonne[18].

### Fonti primarie
- (LA)  Histoire Générale de Languedoc, Preuves, Tome V.
- (OC, FR)  Chroniques romanes des comtes de Foix.
- (ES)  Crónica de San Juan de la Peña

### Letteratura storiografica
- Rafael Altamira, Il califfato occidentale, in «Storia del mondo medievale», vol. II, 1999, pp. 477–515.
- René Poupardin, I regni carolingi (840-918), in «Storia del mondo medievale», vol. II, 1999, pp. 583–635.
- Louis Alphen, Francia: gli ultimi Carolingi e l'ascesa di Ugo Capeto (888-987), in <<Storia del mondo medievale>>, vol. II, 1999, pp. 636–661
- (EN) The Development of Southern French and Catalan Society, 718-1050, su libro.uca.edu.
- (FR)  Histoire générale de Languedoc, tomus II.
- (FR)  Histoire du Comté et de la Vicomté de Carcassonne.
- (FR)  LA VASCONIE.